# Charles Deutsch

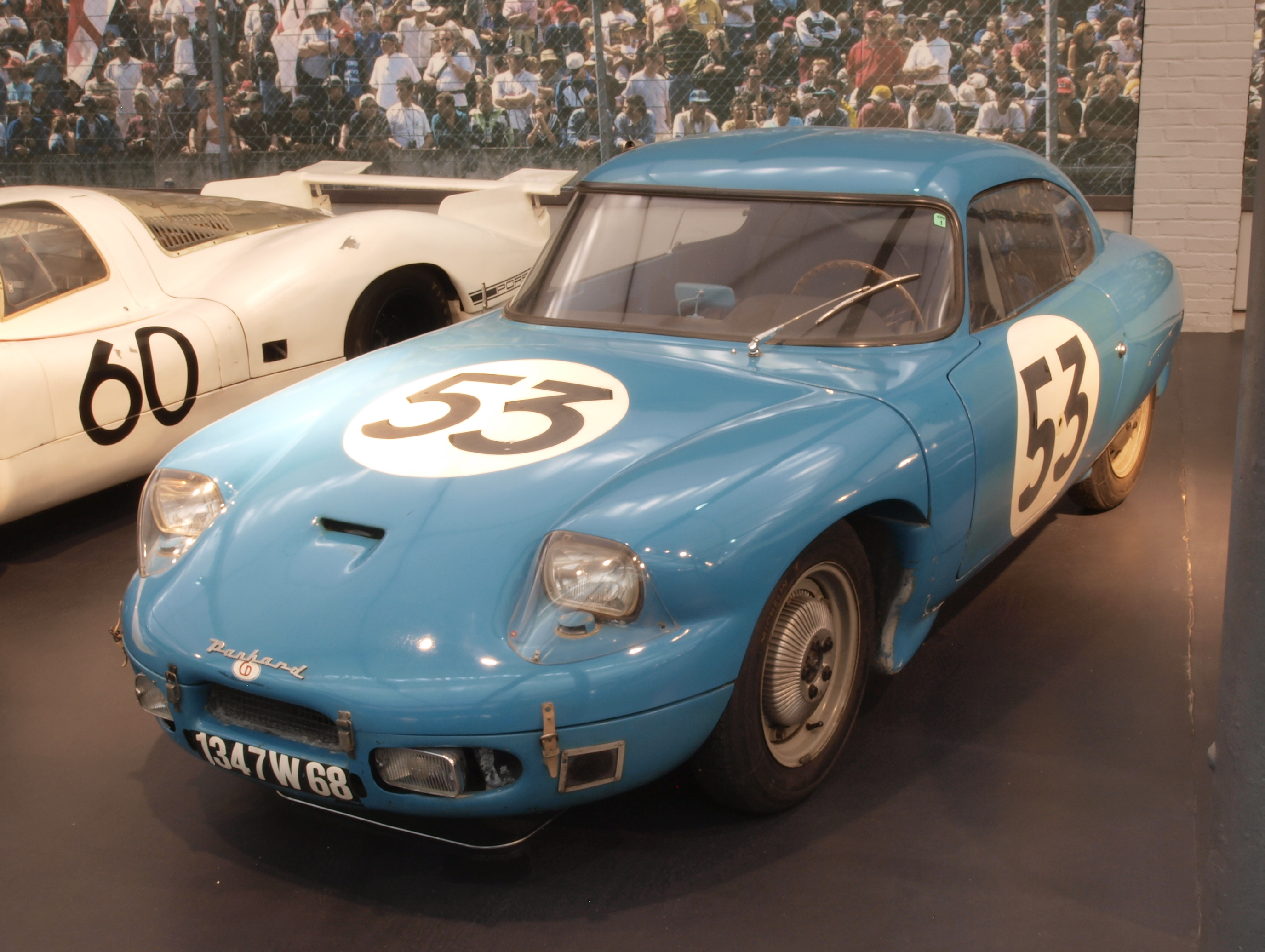
Panhard-Levassor Coach CD Dyna Cupé 24 Horas de Le Mans de 1962 (vencedor de la clase de 0,85 litros)

Charles Deutsch (6 de septiembre de 1911-6 de diciembre de 1980) fue un ingeniero automovilístico francés, especialista en aerodinámica  y constructor de automóviles, fundador de la marca "DB" con René Bonnet y luego de la marca "CD", nombrada con sus propias iniciales.

## Primeros años
Deutsch nació en Champigny-sur-Marne en 1911. Su padre era un fabricante de carretas que también había iniciado la fabricación de carrocerías de automóvil a pequeña escala a principios del siglo XX. El joven Deutsch aprendió el negocio de su padre desde cero, un conjunto de conocimientos complementado con un título de la prestigiosa École polytechnique. Deutsch sénior murió en 1929, dejando a Charles, de dieciocho años, a cargo del negocio mientras también continuaba con sus estudios. Esta situación resultó inviable, y en 1932 vendió el negocio a René Bonnet, mientras seguía residiendo en la vivienda situada sobre el taller y colaboraba diariamente con el que había sido su negocio de carros y carrocerías.
El propio Charles Deutsch afirma que solo tenía catorce años cuando diseñó su primer automóvil, que se fabricó en el taller de su padre. Después de que la presencia prometida por Bonnet en el Gran Premio de Francia de 1936 no se materializara, Deutsch y Bonnet procedieron a diseñar su propio automóvil, utilizando piezas de Citroën, con el que compitieron con cierto éxito. Este coche era el D.B. 1, que dio origen a la compañía DB, que operó hasta 1961. Después del cierre de la empresa, Deutsch procedió a construir un pequeño número de deportivos aerodinámicos ligeros denominados CD (a veces denominado CD-Panhard, ya que dependían del fabricante Panhard). Junto con Jean Bertin, Deutsch también trabajó en la solución de los problemas de refrigeración del modelo Facel Vega Facellia, así como en una versión más potente con doble carburador.
En 1935, Deutsch comenzó a trabajar para la autoridad francesa de carreteras y puentes como ingeniero civil, convirtiéndose en ingeniero jefe en 1951, mientras también dirigía una empresa de automóviles de competición y formaba una familia. En 1966, Deutsch abandonó su trabajo en la administración y pasó a dedicar todo su tiempo a su empresa de ingeniería.

## Carrera

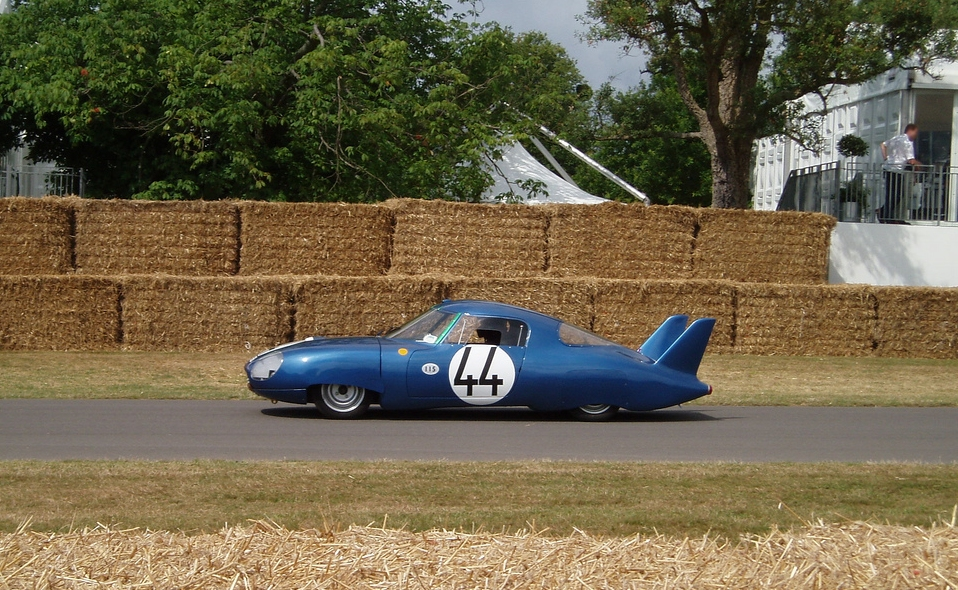
CD Panhard LM64 (1964)

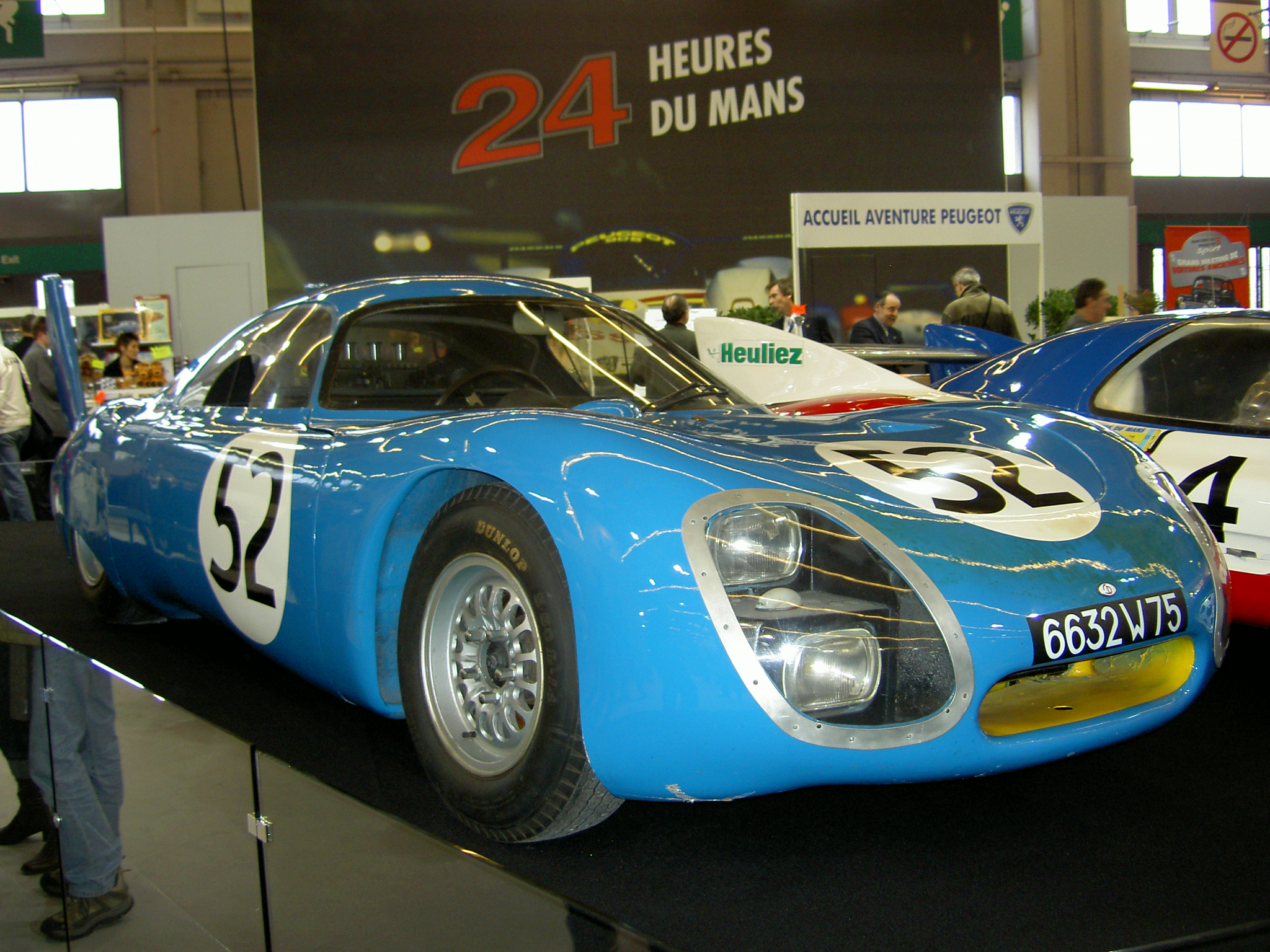
CD con motor Peugeot

Formado en la Escuela Politécnica de París, Deutsch fue un pionero en el campo de la aerodinámica y fundó la empresa de investigación y desarrollo de ingeniería de vehículos Sera-CD (Société d’Etudes et de Réalisations Automobiles - Charles Deutsch). Utilizó el efecto suelo en coches de carreras diez años antes que los modelos Chaparral (diseñados para generar una baja presión de aire bajo el coche que mejoraba su adherencia), y uno de sus coches, el "Autombiles Deutsch et Bonnet" ganó el trofeo "indice de Prestaciones" en las 24 Horas de Le Mans de 1961. El Alpine M64, que ganó el Índice de rendimiento térmico en 1964, también tenía una carrocería diseñada por Deutsch.
Deutsch presidió la Société des ingénieurs de l'automobile desde 1971 hasta 1975, y más adelante la FISITA y la Federación Internacional de Sociedades de Ingeniería Automotriz, hasta 1978. También fue director de las 24 Horas de Le Mans (desde 1969 hasta 1980) y del Gran Premio de Mónaco. Su discípulo más conocido fue el ingeniero aerodinámico francés Robert Choulet, de la École centrale Paris.
Aunque Deutsch murió en 1980, Sera-CD continuó con la investigación y el desarrollo de todo tipo de vehículos (tanto ligeros como pesados) que utilizan tecnología de propulsión convencional e híbrida. El 23 de abril de 2007 fue adquirida por Sogeclair.